# Anoratha occidentalis
Anoratha occidentalis är en fjärilsart som beskrevs av M.Gaede. Anoratha occidentalis ingår i släktet Anoratha och familjen nattflyn. Inga underarter finns listade i Catalogue of Life.